# Yocheved
Yocheved (in alfabeto ebraico: יוֹכֶבֶד) è un nome proprio di persona ebraico femminile.

## Origine e diffusione

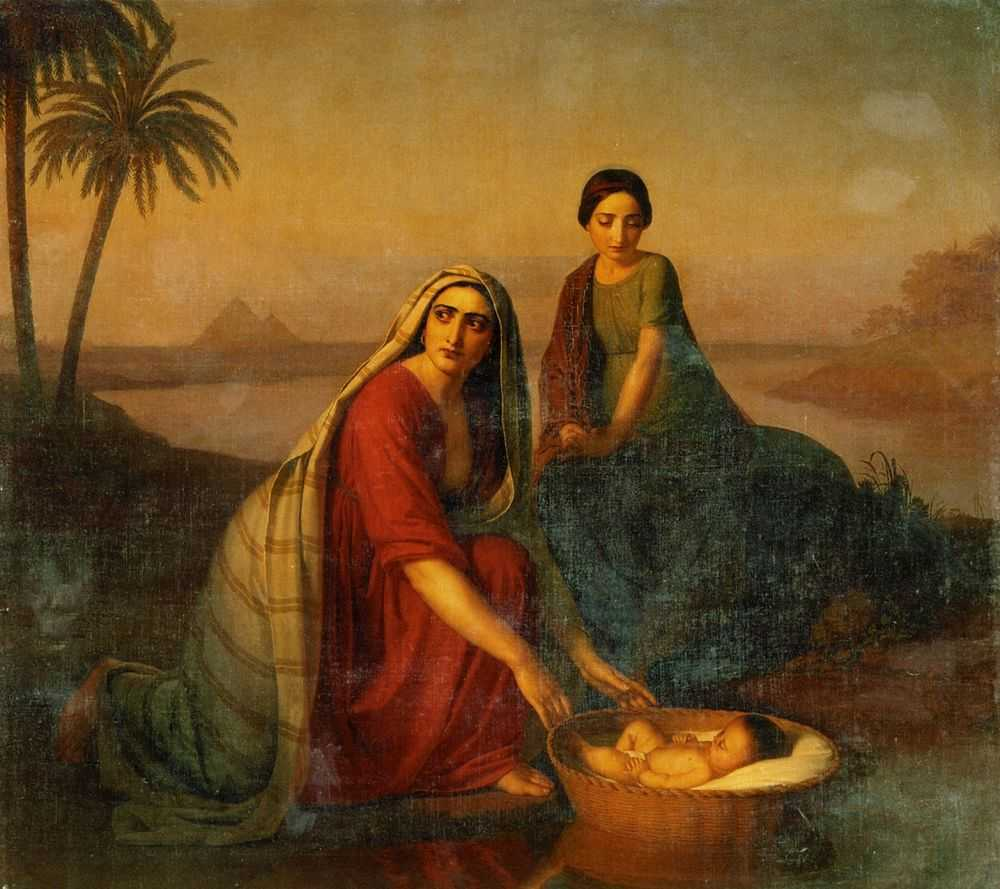
Iochebed e Miriam affidano Mosè al Nilo in un dipinto di Aleksej Tyranov

Continua il nome ebraico יוֹכֶבֶד (Yokheved), che significa "Yahweh è gloria" o "gloria di Yahweh".
Si tratta di un nome di tradizione biblica, portato, nell'Antico Testamento, da Iochebed, moglie di Amram e madre di Mosè, Miriam e Aronne. 

## Onomastico
Il nome è adespota, cioè non è portato da alcuna santa, quindi l'onomastico ricade il 1º novembre, giorno di Ognissanti.

## Persone
- Yocheved Bat-Miriam, poetessa israeliana